# Moriviller
Moriviller é uma comuna francesa na região administrativa de Grande Leste, no departamento de Meurthe-et-Moselle. Estende-se por uma área de 7,24 km². Em 2010 a comuna tinha 94 habitantes (densidade: 13 hab./km²).